# Piotr Kuźniak
Piotr Walenty Kuźniak (ur. 15 kwietnia 1948 w Poznaniu) – polski wokalista, aranżer i multiinstrumentalista. Członek i solista Poznańskich Słowików. W 1993 po reaktywacji Trubadurów zastąpił Krzysztofa Krawczyka. W zespole tym występował do 2022. Sporą popularność przyniosły mu interpretacje piosenek Czesława Niemena. W latach 2012–2024 był członkiem zespołu „Poznakowski Band”.

## Życiorys
W wieku 4 lat rozpoczął naukę gry na akordeonie. Jako kilkuletni chłopiec był solistą orkiestry akordeonistów Woźniewicza, z którą nagrywał dla Programu II Polskiego Radia.
W 1956 wziął udział w egzaminie do Poznańskich Słowików. Piotr Kuźniak zastąpił Wojtka Kordę. Po pół roku został solistą. W chórze śpiewał do wiosny 1963. Brał m.in. udział w nagraniu płyty „Poznańskie Słowiki Śpiewają”, z utworami Mozarta, Chopina i Paderewskiego. Z chórem koncertował m.in. w Bułgarii, Rumunii oraz we Francji. W szkole podstawowej założył duet ze swoją siostrą, grającą na marakasach. Za namową gitarzysty, Leszka Patalasa, utworzyli trio.
W 1962 wystartowali w kategorii duetów i tercetów na szczecińskim Festiwalu Młodych Talentów w którym zajęli pierwsze miejsce przed duetem Klenczon-Wargin i duetem sióstr Teorlachidu-Teodozjadu. Tam też poznał Czesława Wydrzyckiego (Niemena), który startował w kategorii solistów i znalazł się w złotej dziesiątce. W duecie ze swoją siostrą występował w programach Telewizji Poznań. Można ich było zobaczyć i usłyszeć w programach „Klub Pijących Tran” i „Spotkania z Kajtusiem” oraz na imprezach dziecięcych organizowanych przez Estradę Poznańską.
W 1962 rozpoczął naukę w Technikum Łączności w Poznaniu. W tym samym roku założył zespół „Szafiry”, do którego dwa lata później dołączyła Anna Jantar. Później występował z zespołem „Bardowie”, oraz podczas Festiwalu Muzyki Nastolatków we Wrocławiu w 1967 z wrocławskim zespołem „Nastolatki” (później „Homo Homini”), zajmując drugie miejsce po zespole „Skaldowie”. Po maturze w 1968 rozpoczął naukę w Studium Nauczycielskim, wydział Wychowanie Muzyczne. W tym samym czasie założył zespół „Manufaktura czterech Dyrektorów” z którym zajął pierwsze miejsce na Festiwalu Muzyki Underground. Za namową Anny Jantar przystąpił do zespołu „Waganci”, z którym nagrał jedyną płytę tego zespołu z przebojem „Co ja w tobie widziałam”. Po rozpadzie zespołu wyjechał na dwa lata do Finlandii.
W 1974 Aleksander Maliszewski zaangażował go do zespołu akompaniującego Urszuli Sipińskiej, w którym grał pół roku razem z Jackiem Nowakiem (dziś kontrabasistą orkiestry symfonicznej w Trondheim), Januszem Piątkowskim (pianista, kompozytor i właściciel studia), perkusistą Markiem Surdykiem, Aleksandrem Maliszewskim na puzonie oraz Adamem Bardabuszem na trąbce. Z Alibabkami oraz Tadeuszem Woźniakiem i Andrzejem Dąbrowskim odbyli trasę koncertową po ZSRR. Po trasie koncertowej utworzył z Andrzejem Dąbrowskim pierwszy męski duet w Polsce, nagrywając wiele piosenek dla polskiego radia. „A ty się bracie nie denerwuj”, to jedna z piosenek śpiewanych w duecie, która znalazła się na płycie „Polska Gola”. W 1975 wyjechał na kontrakt Agencji Artystycznej „Pagart” do Finlandii, gdzie grał do 1980. Od 1980 grał w Norwegii z zespołem „Happy Band”, a później z różnymi zespołami polskimi oraz zagranicznymi (fińską piosenkarką Marion i włoskim piosenkarzem Robertino Roletti). W wolnych chwilach współpracował w Polsce z Ryszardem Poznakowskim nagrywając piosenki. Z jedną z nich wziął udział w Krajowym Festiwalu Piosenki Polskiej w Opolu, zdobywając trzecie miejsce („Słowa na wiatr”, 1988).
W 1992 nagrał piosenki na potrzeby Teatru Syrena do musicalu „Ostry Makijaż” Ryszarda Poznakowskiego oraz piosenki na płytę „Nie umiem zmieniać przyjaciół”, tego samego kompozytora. W 1993 został członkiem zespołu Trubadurzy, w którym zastąpił Krzysztofa Krawczyka. W 1986 nagrał solową płytę „Słowik Poznański śpiewa Kolędy”. W 1997 grając koncerty w Australii, na prośbę Polonii australijskiej nagrał płytę „Piotr Kuźniak, One Man Orchestra śpiewa i gra polskie i zagraniczne przeboje we własnych aranżacjach”, a w 1998 wraz z zespołem „Trubadurzy” płytę „Zagrajmy rock and rolla jeszcze raz”. Latem 1988 roku ukazała się jeszcze jedna płyta zespołu „Znamy się tylko z widzenia – Złote przeboje”, która zyskała status „złotej płyty”. W latach 2004–2005 odbył po Polsce trasę koncertową promującą płytę z nowymi interpretacjami piosenek swojego długoletniego kolegi, Czesława Niemena.
W 2005 wraz z Marianem Lichtmanem, Sławomirem Kowalewskim i Jackiem Malanowskim zaangażował się w kampanię wyborczą Samoobrony (m.in. powstał teledysk Polskę trzeba zLepperować), co spowodowało, że z zespołu odszedł Ryszard Poznakowski. W 2007 zaangażował się w akcję na rzecz jednomandatowych okręgów wyborczych i nagrał z tej racji piosenkę z teledyskiem „Jednomandatowo wybierzemy posły”.
W 2010 wraz z zespołem wystąpił w teledysku „Bez Ciebie tak mi źle”. Od 2012 do 2024 występował również w zespole Ryszarda Poznakowskiego „Poznakowski Band”.
W 2023 piosenkarz świętował 70-lecie kariery scenicznej. Z tej okazji występował w wielu miastach w Polsce z jubileuszowymi koncertami. Podczas nich oprócz uznanych orkiestr, towarzyszył mu Ryszard Poznakowski, który wspólnie z nim śpiewał do niektórych utworów oraz grał na keyboardzie. Wykonywali wspólnie m.in. piosenkę „Byłeś tu" (oryg. „Byłaś tu") do której tekst napisał właśnie Poznakowski wraz z Grażyną Orlińską. Jest ona dedykowana Krzysztofowi Krawczykowi. W dniu 6 grudnia 2024 ukazała się płyta „Po prostu Krawczyk. Antologia przebojów 2", na której premierowo ukazał się ten utwór w wersji studyjnej. Piosenkę tę wykonał także z chóru kościoła parafialnego św. Szymona i Judy Tadeusza Apostołów w Szelkowie, po zakończeniu mszy pogrzebowej Ryszarda Poznakowskiego. Jesienią 2022 odszedł z zespołu Trubadurzy.
28 grudnia 2024 premierę internetową miał cover utworu Niespodziewany zmierzch miłości, który wykonał wraz z Katarzyną Moś. Muzykę do piosenki skomponował Ryszard Poznakowski, a tekst do niej napisał Oskar Wainert. Pierwotnie utwór ten śpiewał zespół „Poznakowski Band", ale bez udziału Kuźniaka.

## Życie prywatne
Żonaty z Iwoną. Wspólnie doczekali się dwójki dzieci: córki Adrianny (obecnie Fryc) i Tomasza. Mają także dwójkę wnuków: Damiana i Oskara - obaj od strony córki.

## Wybrana dyskografia

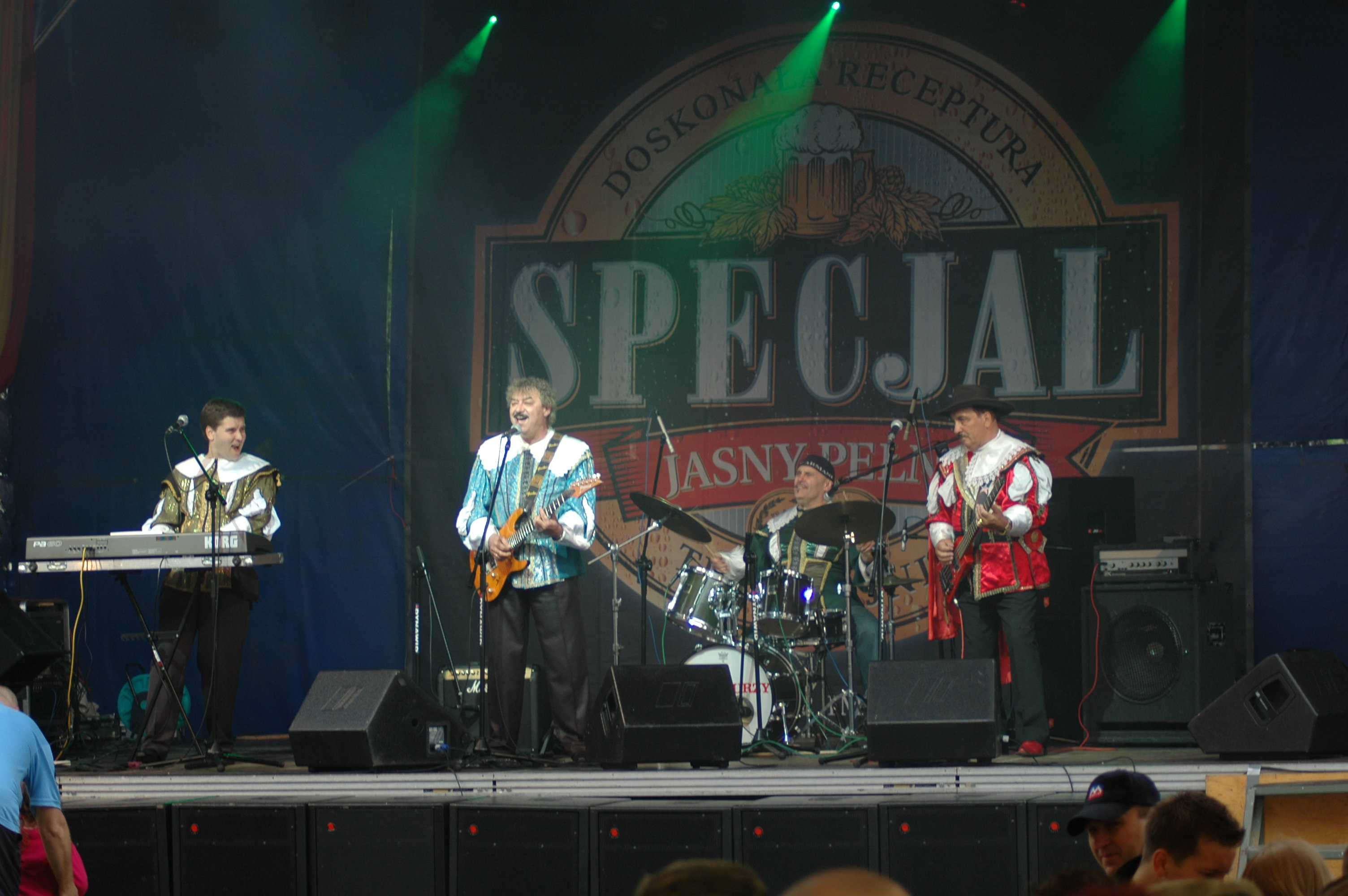
Występ Trubadurów (2005)

### Z zespołami
- „Waganci”: Co ja w tobie widziałam, Polskie Nagrania „Muza” N0634, 1971[9]
- „Trubadurzy”: Znamy się tylko z widzenia, Polskie Nagrania „Muza” PNCD 389, 1998[10]
- „Trubadurzy”: Zagrajmy rock & rolla jeszcze raz, Koart KO111-2 1998
- „Trubadurzy”: The Best – Cóż wiemy o miłości, Agencja Artystyczna MTJ, 2006[10]

### Solowa
- Słowik poznański śpiewa Kolędy (ALDRI 1986)
- Piotr Kuźniak „One Man Orchestra” gra i śpiewa polskie i zagraniczne przeboje, Jim Wowa Gatsby, Sydney, 1997
- Piotr Kuźniak w hołdzie Czesławowi Niemenowi śpiewa i gra złote przeboje, 2005

## Ordery i odznaczenia
- Krzyż Kawalerski Orderu Odrodzenia Polski (2023)[11]
- Złoty Krzyż Zasługi (2004)[12][13]
- Złoty Medal „Zasłużony Kulturze Gloria Artis” (2023)[14]
- Srebrny Medal „Zasłużony Kulturze Gloria Artis” (2018)[14]
- Brązowy Medal „Zasłużony Kulturze Gloria Artis” (2011)[14][15]